# Léonard Honoré Gay de Vernon

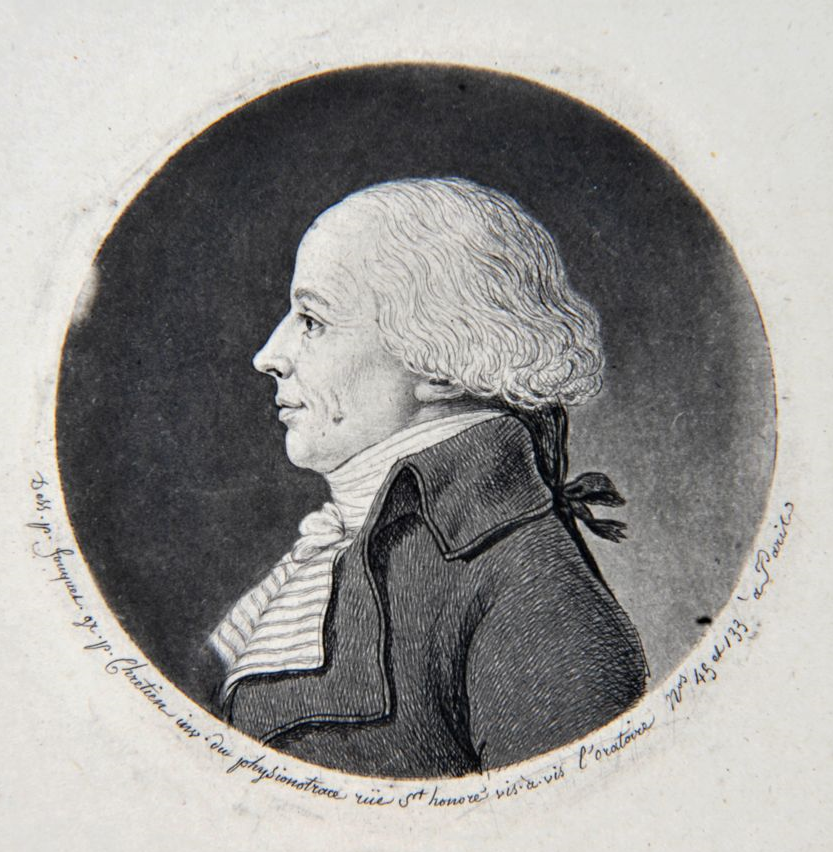
Léonard Honoré Gay de Vernon

Léonard Honoré Gay de Vernon (Saint-Léonard-de-Noblat, 6 november 1748 - Moissannes, 20 oktober 1822) was een Frans constitutioneel bisschop en politicus ten tijde van de Franse Revolutie.

## Levensloop
Hij was de oudste zoon van de edelman Charles Gay de Vernon. Hij studeerde aan het seminarie van Angers, werd tot priester gewijd en werd in 1785 aangesteld als parochiepriester in Compreignac. Gay de Vernon verwelkomde met enthousiasme de Franse Revolutie. Op 11 februari 1790 werd hij burgemeester van Compreignac en op 14 februari 1791 werd hij aangesteld als bisschop van het constitutioneel bisdom Haute-Vienne (het vroegere bisdom Limoges). Een week later nam hij ontslag als burgemeester.
Op 31 augustus 1791 werd hij verkozen in de Wetgevende Vergadering. Hij viel er op door zijn linkse standpunten. Hij stemde voor de afschaffing van de soutane voor priesters en leverde bij die gelegenheid zijn gouden bisschopskruis in, met de verklaring dat hij het zou vervangen door een ebbenhouten exemplaar wanneer hij in functie was. Op 2 september 1792 werd hij verkozen in de Nationale Conventie waar hij zetelde bij de montagnards. Hij stemde mee voor de doodstraf voor koning Lodewijk XVI en bestreed de girondijnen. Op 21 vendémiaire van het jaar IV (13 oktober 1795) werd hij benoemd in de Raad van Vijfhonderd waar hij zich opnieuw een hevig antiroyalist toonde. Zijn herverkiezing in deze Raad in 1797 werd geannuleerd en door het Directoire werd hij naar Tripoli in Syrië gezonden als handelscommissaris. Daarna diende hij op het Franse consulaat in Rome. Op aansturen van Paul Barras werd hij uit Frankrijk verbannen maar hij dook onder in Doubs. Nadat de jakobijnen de meerderheid hadden veroverd in de Raad van Vijfhonderd keerde hij terug uit zijn verbanning. Na de staatsgreep van Napoleon wees hij als republikein elke overheidsfunctie af en startte hij een school in Parijs. 
In 1816 met de restauratie van het Franse koningshuis trok Gay de Vernon naar het Verenigd Koninkrijk der Nederlanden. Hij gaf er lessen Latijn in Vilvoorde. In 1819 kreeg hij toelating om terug te keren naar Frankrijk. Hij overleed in 1822 op het familiekasteel Château de Vernon in Moissannes.